# Aristide Bruant all'Ambassadeurs
Aristide Bruant all'Ambassadeurs è una litografia a pennello e a spruzzo (150x100 cm) realizzato nel 1892 dal pittore francese Henri de Toulouse-Lautrec.
È conservato nel Musée Toulouse-Lautrec di Albi.